# 贖命重宝
贖命重宝とは、命を贖（あがな）う重宝の意で、天台大師・智顗が定めた『涅槃経』の教えを指す。日蓮もこの説を引き継いだ。
日蓮は『寺泊御書』で、次のように述べた。
これは智顗が、釈迦の一代の教説を、蔵・通・別・円の八教に分け、その中で円が最も優れた教えであると定め、次に法華経を命、涅槃経を重宝にたとえている。また涅槃経は釈迦一代の教説をもう一度、再び（重ねて）説いている。したがって涅槃経の仏性常住（円教）は、法華経の命である円教を重ねて説いただけであるから、涅槃経は前三経（法華経以前に説かれた蔵・通・別の教え、つまり華厳・阿含・報道・般若の各経説）と同じで、それだけが得る部分であり、涅槃経は法華経の命をあがなう重宝でしかないとする。
『涅槃経』巻18 梵行品には以下のように書かれている。
涅槃経の経文を要約すると、「涅槃経は如来が蔵している秘密であり、涅槃経以前の教説には説いていないものである。これを蔵するのは、もし今後、賊や悪王が来て命を奪おうとしたら、蔵している宝を差し出してその命を贖うのと同じで、未来に悪い比丘（坊主・僧侶）が現れて『釈迦如来は入滅して涅槃に入ってもうこの世にはいない』と説いた場合に、この秘密の蔵である涅槃経を演説すべきであり、もしこの涅槃経が現れなかった時は、仏法は滅する」というのが、経文上の本来の意図である。したがって厳密にいえば、この経文には涅槃経が宝であり、法華経が命であるなどとは書かれていない。したがってあくまでも智顗が、法華経を涅槃経より優位と判断して、この涅槃経の経文を解釈したものとされる。
智顗が活躍し天台宗が興隆した当時は、涅槃経を所依とする涅槃宗は単なる学派となり実践力が薄れていたこともあり、智顗が教学と実践を兼ね備えており、これらの解釈を盛んに主張したことに対抗できず、涅槃宗は吸収合併されるに至った。しかし近年の仏教学においては、これらは智顗による強引な解釈（ドグマ）であったという指摘もある。